# George Adams
George Rufus Adams, född 29 april 1940 Covington, Georgia, död 24 november 1992 i New York, New York, var en amerikansk jazzmusiker som spelade tenorsaxofon och flöjt.

## Diskografi
- Suite for swingers (1976) (Horo)
- Sound suggestions (1979) (ECM)
- Don't lose control (1979) (Soul Note)
- Paradise space shuttle (1979) (Timeless)
- Hand to hand (1980) (Soul Note)
- Life line (1981) (Timeless)
- Melodic excursions (1982) (Timeless)
- Gentleman's agreement (1983) (Soul Note)
- City gates (1983) (Timeless)
- Live at the Village Vanguard, vol. 1 (1983) (Soul Note)
- Live at the Village Vanguard, vol. 2 (1983) (Soul Note)
- More sightings (live) (1984) (Enja)
- Live at Montmartre (1985) (Timeless)
- Got something good to you (1985) (Moers)
- Breakthrough (1986) (Blue Note)
- Nightingale (1988) (Blue Note)
- America (1989) (Blue Note)
- Old feeling (1991) (Blue Note)